# Alcocero de Mola
Alcocero de Mola ist ein Ort und eine nordspanische Landgemeinde (municipio) mit noch 41 Einwohnern (Stand: 2024) in der Provinz Burgos in der Autonomen Gemeinschaft Kastilien-León.

## Lage und Klima
Alcocero de Mola liegt am Río Oca, in etwa 795 m Höhe am bereits in der Steinzeit genutzten „Korridor von La Bureba“, einer Verbindung zwischen oberem Ebro-Tal und den Landschaften am Duero. Die Provinzhauptstadt Burgos befindet sich ca. 30 km (Fahrtstrecke) südwestlich. 

## Bevölkerungsentwicklung
| Jahr      | 1857 | 1910 | 1950 | 1991 | 2016 |
| Einwohner | 315  | 275  | 200  | 62   | 29   |

Die Mechanisierung der Landwirtschaft und die Stilllegung kleinerer Bauernhöfe haben seit den 1950er Jahren zu einem Verlust von Arbeitsplätzen und somit zu einer Abwanderung von Menschen in die größeren Städte geführt (Landflucht).

## Wirtschaft
Die Einwohner der Gemeinde lebten jahrhundertelang im Wesentlichen als Selbstversorger von der Landwirtschaft (Ackerbau, Weinbau und Kleinviehhaltung); erst seit der Mitte des 20. Jahrhunderts wird auch für den überregionalen Markt produziert.

## Geschichte
Bis zum 18. Jahrhundert bildete sich hier eine kleine Siedlung, die eine gewisse lokale Bedeutung erlangte. Allerdings hatte Alcocero nie mehr als 350 Einwohner. Am 3. Juni 1937 stürzte hier das Flugzeug mit dem General Emilio Mola ab. Dieser verstarb in den Trümmern. Zu seinen Ehren errichtete das Regime von Francisco Franco 1939 das monolithische Ehrenmal. Der Ort erhielt als Beinamen den Namen des Generals. Diesen Beinamen führt die Gemeinde entgegen den Vorgaben zum Umgang mit dem früheren Regime Francos.

## Sehenswürdigkeiten
- Kreuzkirche (Iglesia de La Santa Cruz)
- Denkmal für den hier (1937) abgestürzten General Mola

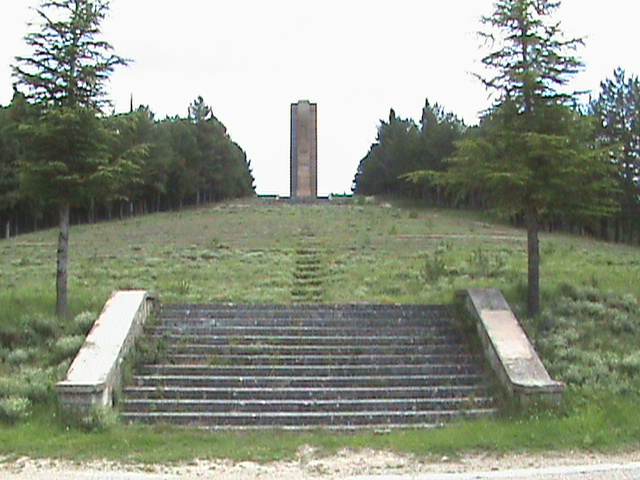
Denkmal für General Mola
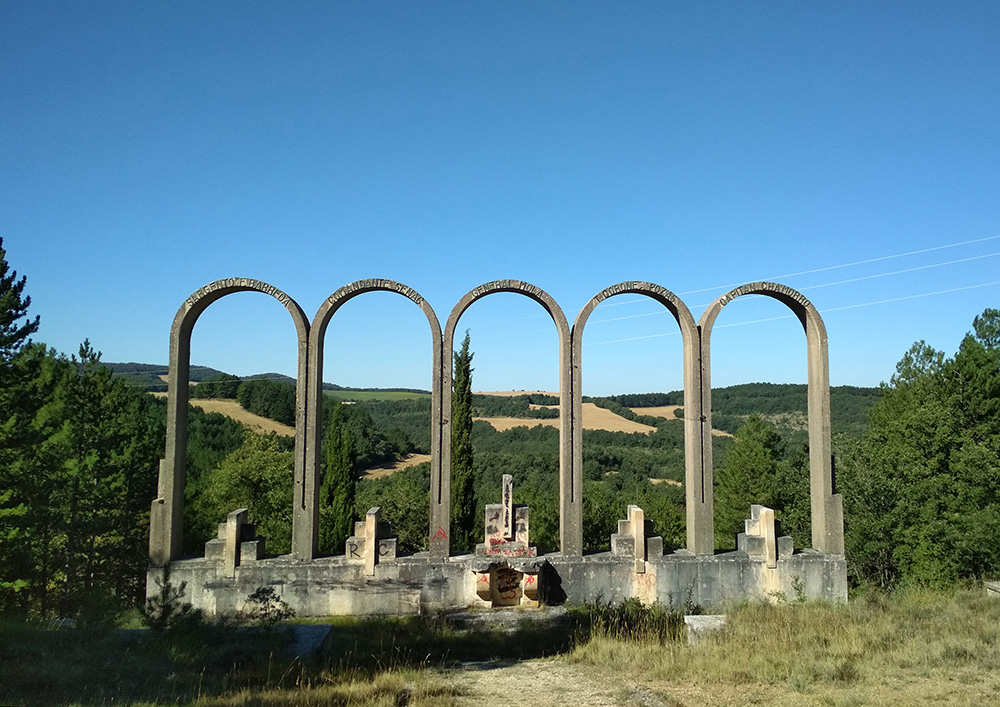
Denkmal für General Mola

## Persönlichkeiten
- Emilio Mola Vidal (1887–1937), spanischer General, Verschwörer und Putschist um Francisco Franco, 1937 bei einem Flugzeugabsturz hier verstorben